# АГРОунія
АГРОунія ( пол. AGROunia, AU ) — аграрний політичний рух в Польщі, сформований Міхалом Колодзейчаком .  АГРОунія критикує дії чинних політиків щодо стану сільського господарства в Польщі та організовує аграрні протести та інформаційні кампанії.  Партія заявляє, що будується на аграрних соціалістичних ідеалах і черпає натхнення з лівого націоналістичного руху Самооборони , Солідарності , а також довоєнних аграрних рухів, таких як Польська селянська партія «Визволення» .  Офіційно зареєстрована в 2022 році, партія стала соціалістичною партією з аграрно-католицьким відтінком, причому лідер партії в 2022 році заявив, що «віра, традиція і сама Діва Марія для мене — все це елементи соціалізму».  Партія заперечує ярлики популізму та націоналізму.  
АГРОунія вперше вийшла в польську політику в 2018 році як громадський рух і профспілка і стала відомою своїми гучними акціями протесту.  Активісти АГРОунії перекривали дороги, розкидали яблука та закидали трупами свиней. Основними вимогами протестувальників були торговий протекціонізм і контроль цін на сільськогосподарську продукцію. Рух вважався консервативним і мав зв'язки з правими аграрними групами, але не брав участі у виборах 2019 року .  У 2021 році АГРОунія стала політичною партією та прийняла ліву ідеологію: партія запросила на свій з’їзд кількох лівих активістів, а соціаліста Яна Зигмунтовського було обрано для формування економічної програми АГРОунія, яка передбачала розгром монополій, будівництво додаткове житло та підвищення заробітної плати. 
На парламентських виборах у Польщі 2023 року кандидати від АГРОунія балотувалися за списками KO .  Це надало раніше неоднозначній позиції партії щодо соціальних питань більш ліберального спрямування: у серпні 2023 року АГРОунія висловилася за переривання вагітності за бажанням до 12-го тижня вагітності.  Партія виступила за юридичне визнання одностатевих партнерств  і висловила переконання, що Польща потребує переходу на відновлювані джерела енергії, хоча вона наголошувала на необхідності захистити найбідніші верстви суспільства від витрат на перехід. 